# Imperador de Todas as Rússias
Imperador de Toda(s) a(s) Rússia(s), Imperatriz de Toda(s) a(s) Rússia(s) (em russo:  Императоръ Всероссійскій, Императрица Всероссійская, Imperator Vserossiyskiy, Imperatritsa Vserossiyskaya) foi o título dos governantes do Império Russo de 1721 até 1917. Este título foi criado em conexão com a vitória na Grande Guerra do Norte e apareceu como a adaptação do título de Czar, sob o sistema de titularia da Europa. O prefixo "de Toda(s) a(s) Rússia(s)" foi uma variação da prévia versão "(Czar) de Toda Rus'".

## Título

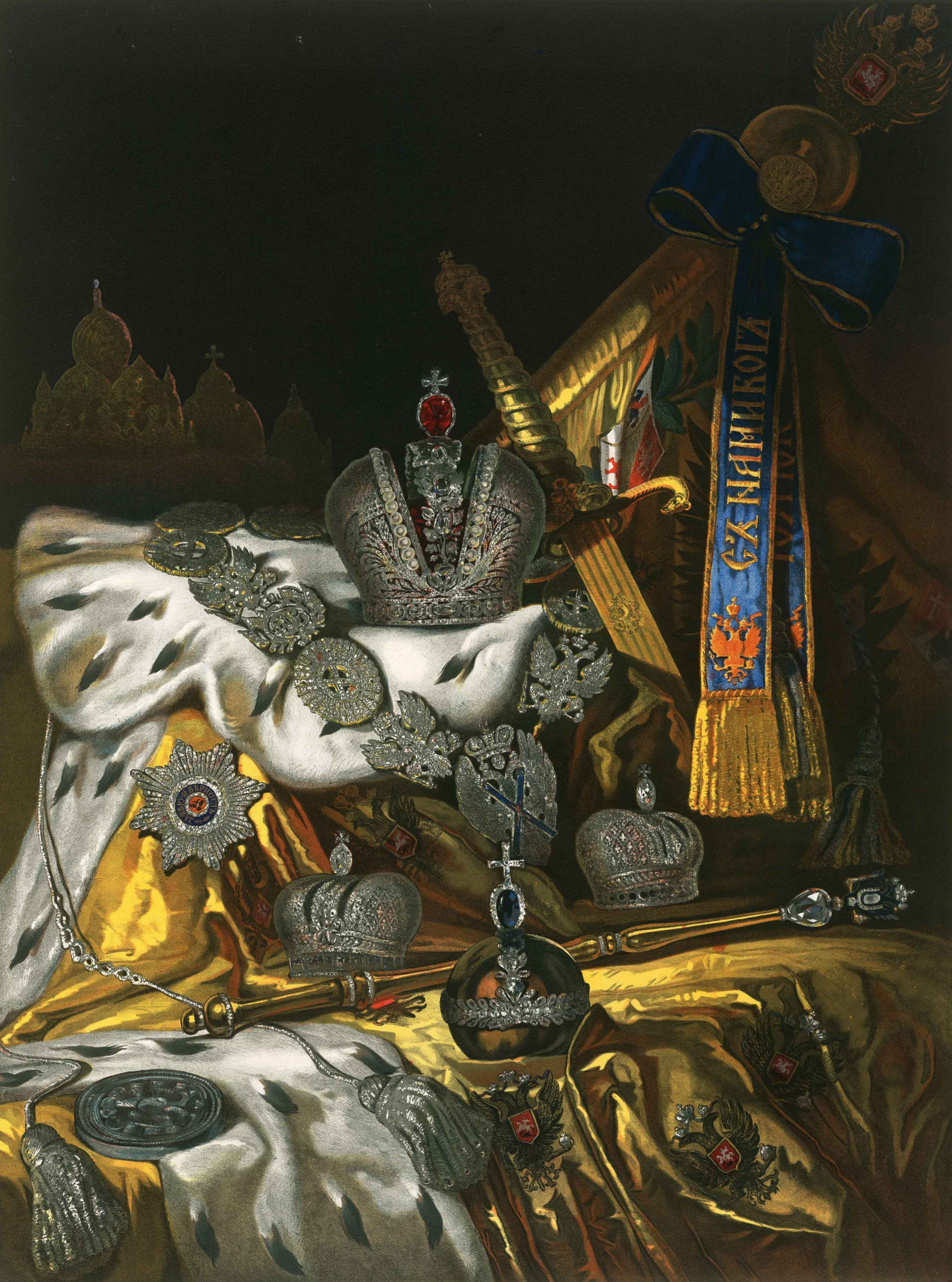
Regalia dos Monarcas Russos

No artigo 1 da Lei Fundamental do Império Russo declarou que "o Imperador de toda a Rússia é um monarca autocrático e irrestrito. A obedecer sua autoridade suprema, não só por medo, mas fora da consciência, bem como, o próprio Deus ordena". O artigo aponta para o fato de que a Rússia teve uma monarquia irrestrita. O título completo do Imperador no século XX (Art.37 de leis fundamentais):

## História
o uso do título de Imperador de Toda a Rússia foi iniciado por Pedro, o Grande. Após a vitória na Grande Guerra do Norte e assinalado no Tratado de Nystad, em Setembro de 1721 Senado e do Sínodo decidiram atribuir a Pedro o título do imperador da Rússia com a seguinte declaração: "à maneira de Senado romano para a nobre causa dos imperadores tais títulos publicamente lhes dado como um presente e em estátuas para as gerações eterna inscritas".

Em 2 de novembro de 1721 Pedro I aceitou o título. As Sete Províncias Unidas e o Reino da Prússia imediatamente reconheceram o novo título do czar russo, a Suécia em  1723, os Otomanos (Turquia) em 1739, Grã-Bretanha e Áustria em 1742, França e Espanha em 1745, e finalmente a Comunidade Polaco-Lituana em 1764. Desde então o Estado Russo passou a ser referido como Império Russo.
Em 16 de fevereiro de 1722 Pedro I emitiu o Decreto da Sucessão onde aboliu o antigo costume de passar o trono para os descendentes diretos na linha masculina, mas permitiu a nomeação de herdeiro por intermédio de qualquer pessoa decente na vontade do monarca.